# Марек Ґоломб
Марек Ґоломб (пол. Marek Gołąb, 7 травня 1940 — 6 жовтня 2017) — польський важкоатлет.
Бронзовий призер Олімпійських Ігор 1968 року в середній важкій вазі.